# Bluefish
Bluefish is een vrije en opensource teksteditor voor webontwikkelaars om websites te creëren. Bluefish werkt onder Windows, macOS, Linux, BSD, Solaris en Unix. Versie 2.2.0 was de eerste versie die GTK+ 3 ondersteunde. Bluefish wordt uitgebracht onder de GPL. Personal Computer Magazine omschreef Bluefish in 2010 als overzichtelijk en gebruikersvriendelijk, bijzonder geschikt als web-editor voor beginnende programmeurs, maar mogelijk te beperkt voor specialistische handelingen.

## Functies
Bluefish heeft volgende functies:
- ondersteuning voor 47 verschillende programmeer- en opmaak-talen waaronder C/C++, CSS, CFML, gettext PO, HTML, XHTML, HTML5, Java, JavaScript, JSP, Octave/MATLAB, Pascal, Perl, PHP, Python, R, Ruby, SQL en XML,
- ondersteuning voor het simultaan openen van honderden bestanden,
- ondersteuning voor het openen van bestanden van server elders op internet (via gvfs),
- ondersteuning voor speciale tekens (Unicode),
- uitgebreide zoek en vervang functies met regular expressions en over meerdere documenten
- bestanden bewerken in volledig scherm.

## Geschiedenis
Bluefish is in 1998 gestart door Olivier Sessink en Chris Mazuc om het ontwikkelen van websites en -applicaties op Linux mogelijk te maken. In 1998 was KDE 1.0 net uitgebracht en Gnome 1.0 kwam in 1999, dus dit was het prille begin van de Linux-desktop. Bluefish was toen de enige editor voor webontwikkeling en was daardoor snel beschikbaar op alle belangrijke distributies, zoals Debian Potato (uitgebracht in 2000), Knoppix 2.1 en de eerste Fedora-versie. Op de vroege Linux-desktop was Bluefish de belangrijkste editor voor het web, en daardoor zijn er verschillende boeken over webontwikkeling die ook Bluefish in scope hebben. Bijvoorbeeld Easy Oracle PHP en Practical PHP and MySQL van Ubuntu community manager Jono Bacon die zelfs een Ubuntu live CD met Bluefish als belangrijkste applicatie had.
Bluefish was initieel geïnspireerd door twee andere editors: de aanpasbare syntaxherkenning en -kleuring van de NEdit, maar het gebruikersinterface van Homesite (die niet op Linux werkte). Eerst werd de code Thtml editor genoemd, maar dit klonk niet lekker. Toen werd de naam Prosite gebruikt, maar die naam was al in gebruik, en uiteindelijk werd Bluefish gekozen.